# Classe Katori (nave da battaglia)
La classe Katori (香取型戦艦?, Katori-gata senkan) era una classe di due corazzate pre-dreadnought costruite per la Marina Imperiale Giapponese (IJN) nei primi anni del '900. Poiché il Giappone non aveva la capacità industriale per costruire tali navi da guerra, furono progettate e costruite nel Regno Unito. Furono le ultime corazzate pre-dreadnought ad essere costruite per il Giappone nei cantieri navali d'oltremare e le ultime ad essere equipaggiate con uno sperone. Le navi furono consegnate dopo la fine della guerra russo-giapponese del 1904-1905. Non parteciparono ad azioni belliche durante la prima guerra mondiale, sebbene entrambe fossero presenti quando il Giappone si unì all'Intervento in Siberia nel 1918. Furono disarmate e demolite nel 1923-1925 in conformità con i termini del Trattato navale di Washington del 1922.

## Progetto e descrizione
Le navi di classe Katori furono ordinate nell'ambito del programma di estensione della terza flotta del 1903. Come per le precedenti corazzate, il Giappone non aveva la tecnologia e la capacità di costruire le proprie corazzate e si rivolse nuovamente al Regno Unito, ordinandole ad Armstrong e Vickers nel gennaio 1904.  La classe successiva di corazzate, la classe Satsuma, fu costruita in Giappone.

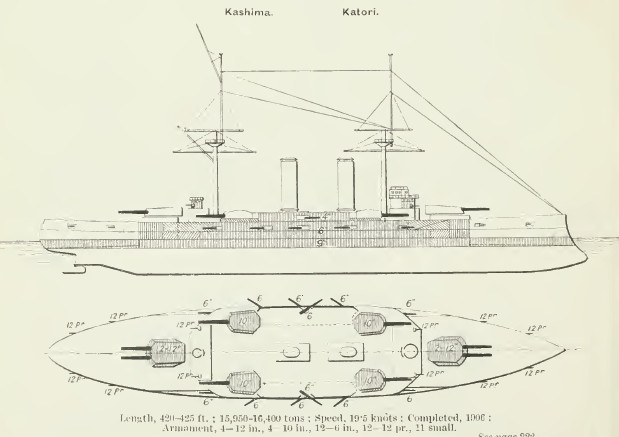
Prospetto destro e planimetria del ponte delle corazzate di classe Katori dal rapporto navale annuale di Brassey del 1912

Il progetto della classe Katori era una versione modificata e migliorata delle corazzate di classe King Edward VII della Royal Navy.  La Katori, costruita dalla Vickers, era leggermente più piccola della sua nave gemella, la Kashima. Avevano una lunghezza complessiva di 139 - 143,5 metri, una lunghezza di 23,8 metri e un pescaggio 8 metri. Dislocavano 16.206 - 16.646 tonnellate a carico normale. L'equipaggio era composto da 864 ufficiali e soldati semplici.

### Propulsione
Le navi erano alimentate da una coppia di motori a vapore a tripla espansione verticale a quattro cilindri, ciascuno dei quali azionava un'elica, utilizzando il vapore generato da 20 caldaie Niclausse alimentate con una miscela di carbone e olio combustibile. I motori avevano una potenza nominale di 15.600 - 16.600 cavalli vapore indicati (11.600 - 12.400 kW) ed erano progettate per raggiungere una velocità massima di 18,5 nodi (34,3 km/h), anche se si sono dimostrate più veloci durante le prove in mare. La Kashima ha raggiunto una velocità massima di 19,2 nodi (35,6 km/h) utilizzando 17 280 ihp (12 890 kW), la Katori invece 19,5 nodi (36,1 km/h) da 18 500 ihp (13 800 kW). Le navi trasportavano un massimo di 2.150 tonnellate di carbone e 383 - 762 tonnellate di olio combustibile, che consentiva loro di navigare per 12 000 miglia nautiche (22 000 km) ad una velocità di 11 nodi (20 km/h).

### Armamento
L'armamento delle navi di classe Katori differiva a causa della loro costruzione da parte di cantieri concorrenti. La Kashima aveva cannoni costruiti dalla Armstrong, mentre la Katori aveva cannoni costruiti dalla Vickers. L'armamento principale di entrambe le navi era costituito da quattro cannoni calibro 45 da 12 pollici (305 mm) in torrette binate a prua e a poppa della sovrastruttura. La Kashima aveva quattro cannoni EOC da 12 pollici Tipo 41, mentre la Katori aveva quattro cannoni Vickers da 12 pollici Tipo 41. Questi erano più potenti dei cannoni calibro 40 della Mikasa e delle precedenti corazzate giapponesi.  Sparavano proiettili da 386 kg ad una velocità iniziale di 850 m/s.
L'armamento secondario della classe King Edward VII introdusse un calibro intermedio da 234 mm tra i cannoni primari da 12 pollici e i cannoni terziari da 6 pollici e i giapponesi li aggiornarono a dei calibro 45 da 10 pollici (254 mm) in quattro torrette singole montate agli angoli della sovrastruttura. La Kashima aveva quattro cannoni EOC da 10 pollici Tipo 41, mentre la Katori aveva quattro cannoni Vickers da 10 pollici Tipo 41. I cannoni avevano una velocità iniziale di 825 m/s e utilizzavano proiettili da 227 kg.
L'armamento terziario di entrambe le navi era costituito da dodici cannoni calibro 45 da 6 pollici (152 mm), rispetto ai dieci della King Edward VII. La Kashima aveva dodici cannoni EOC da 6 pollici Tipo 41, mentre la Katori dodici cannoni Vickers da 6 pollici Tipo 41. Dieci di questi cannoni erano montati nello scafo e i restanti due erano posizionati nella sovrastruttura tra le torrette da 10 pollici. I loro proiettili da 45 kg avevano una velocità iniziale di 700 m/s.
La protezione contro gli attacchi delle torpediniere era fornita da 12/16 cannoni QF da 12 libbre 12 cwt e tre cannoni da 47 mm Hotchkiss.  I cannoni da 12 libbre sparavano proiettili da 76 mm di 5,7 kg ad una velocità iniziale di 719 m/s. Le navi erano inoltre dotate di cinque tubi lanciasiluri da 18 pollici immersi, due su ogni fiancata e uno a poppa.

### Corazzatura
La cintura principale della linea di galleggiamento delle navi di classe Katori era costituita da una corazza cementata Krupp alta 2,3 m, di cui 0,8 m al di sopra della linea di galleggiamento. Aveva uno spessore massimo di 229 mm a centro nave. Era invece di soli 64 mm alle estremità della nave ed era sormontato da un corso di fasciame di corazza di 4,6 m che correva tra le barbette del cannone principale e proteggeva la maggior parte dei cannoni secondari. Le barbette dei cannoni principali avevano tra i 127 e i 305 mm di spessore e quelle delle torrette intermedie erano protette da 152,4 mm di corazza. La corazza delle cappe delle barbette del cannone principale aveva uno spessore massimo di 228,6 mm e quelle delle barbette intermedie erano di 152/203 mm di spessore. I lati della sovrastruttura tra le barbette intermedie erano di 102 mm.
La parte piatta dell'armatura del ponte era di 51 mm di spessore e e 76,2 mm a mezza nave, dove scendeva verso il fondo della cintura corazzata. Ciò migliorò significativamente la protezione delle navi poiché qualsiasi proiettile che penetrasse la loro corazza verticale doveva anche penetrare il ponte inclinato prima di poter raggiungere i compartimenti macchina o i magazzini. All'esterno della parte centrale della cittadella corazzata il ponte inclinato aveva uno spessore di 64 mm. La torre di comando era protetta da 228,6 mm di armatura.

## Navi
| Nave    | Costruttore                | Impostazione     | Varo          | Completamento  | Destino finale                           |
| ------- | -------------------------- | ---------------- | ------------- | -------------- | ---------------------------------------- |
| Katori  | Vickers, Barrow-in-Furness | 27 aprile 1904   | 4 luglio 1905 | 20 maggio 1906 | Venduta per la rottamazione, aprile 1924 |
| Kashima | Armstrong, Elswick         | 29 febbraio 1904 | 22 marzo 1905 | 23 maggio 1906 | Smantellata, 1924–1925                   |

Durante l'addestramento al tiro nella baia di Hiroshima il 16 settembre 1907, il propellente a polvere marrone nel cannone da 10 pollici di poppa di dritta della Kashima si accese quando entrò in contatto con i residui in fiamme del colpo precedente. L'incendio uccise sette ufficiali e 27 soldati semplici, ferendo due ufficiali e sei soldati semplici.  Quando iniziò la prima guerra mondiale, la Kashima era in fase di ristrutturazione mentre la Katori era assegnata al 1° Squadrone di Corazzate. La prima fu assegnata al 2° Squadrone di Corazzate quando la sua ristrutturazione fu completata nel 1915 e divenne l'ammiraglia dello squadrone nel 1916. La Katori iniziò una ristrutturazione nel 1914 che durò fino alla fine del 1916 e fu assegnata al 5° Squadrone di Corazzate al suo completamento. La Kashima si unì alla sorella nel 5° squadrone di navi da battaglia come nave ammiraglia nel 1918 ed entrambe le navi coprirono lo sbarco delle truppe giapponesi in Siberia nell'agosto di quell'anno quando il Giappone decise di intervenire nella guerra civile russa.
Nel 1921, la Katori, scortata della Kashima, portò il principe ereditario Hirohito nel suo tour in Europa dove incontrò re Giorgio V.  Entrambe le navi furono disarmate nel 1923 e successivamente demolite per rispettare i termini del Trattato navale di Washington. Tutti i loro cannoni furono consegnati all'esercito imperiale giapponese per essere utilizzati come artiglieria costiera; due delle torrette principali della Katori furono installate intorno alla baia di Tokyo e sull'isola di Iki nello stretto di Tsushima. Il resto dei loro cannoni fu messo in riserva e demolito nel 1943.